# 独孤懐恩
独孤 懐恩（どっこ かいおん、585年 - 620年）は、隋唐の外戚。本貫は雲中郡。

## 経歴
隋の涿郡太守の独孤整の子として生まれた。元貞独孤皇后の弟の子にあたる。幼いとき、独孤伽羅の甥として宮中で養育された。のちに出仕して鄠県県令となった。大業13年（617年）、李淵が長安を平定すると、懐恩は長安県令に任じられた。武徳元年（618年）、唐の高祖李淵が帝位につくと、懐恩は工部尚書に抜擢された。ときに虞州刺史の韋義節が堯君素を蒲州で攻撃したが、韋義節は文吏で臆病であったため、連戦して敗れた。高祖は懐恩を韋義節の代わりに派遣して蒲州攻撃の兵を統率させた。懐恩は城下で兵を率いたが、堯君素に阻まれて連敗し、高祖の譴責を受けて恨みを抱き、陰謀を計画した。
武徳2年（619年）、劉武周の将の宋金剛が北澮州を攻め落とすと、高祖は関中の兵を全て動員して李世民に属させ、柏壁に駐屯させた。懐恩は解県県令の栄静や前の九原県主簿の元君宝と図って蒲州の王行本の兵を引き入れ、劉武周と連合させ、山賊とともに永豊倉を劫略して柏壁の糧道を断ち、河東の地を割いて劉武周に併呑させようと計画した。事を実行しようとしたとき、夏県の呂崇茂が県令を殺して、夏県に拠って起兵し、劉武周に呼応した。高祖は懐恩と永安郡王李孝基や陝州総管于筠や内史侍郎唐倹を派遣して呂崇茂を攻撃させた。宋金剛がひそかに兵を動かして来襲し、諸将はみな敗れた。元君宝は開府の劉世譲とともに劉武周に捕らえられ、懐恩の陰謀を漏らした。まもなく懐恩は逃げ帰り、高祖は再び懐恩に命じて軍を率いて蒲州を攻めさせた。ときに唐倹は劉武周に捕らわれていたが、劉武周の将の尉遅敬徳を説得し、劉世譲を使者として唐に帰還させ、懐恩の陰謀を告発させた。堯君素がその部下に殺害され、小帥の王行本が蒲州ごと降伏すると、懐恩は兵を率いてその城に入った。高祖が黄河を渡ろうと舟を用意し、懐恩を召し出した。懐恩は陰謀がすでに漏れていることを知らず、軽舟でやってきた。懐恩は中流で捕らえられ、その仲間も収監されて取り調べを受けた。武徳3年（620年）2月甲寅、懐恩は処刑された。享年は36。家の財産は没収された。

## 伝記資料
- 『旧唐書』巻183 列伝第133
- 『新唐書』巻206 列伝第131